# 1818 Brahms
Az 1818 Brahms (ideiglenes jelöléssel 1939 PE) a Naprendszer kisbolygóövében található aszteroida. Karl Wilhelm Reinmuth fedezte fel 1939. augusztus 15-én.